# Love Who Loves You Back
Love Who Loves You Back è un singolo del gruppo rock tedesco Tokio Hotel, pubblicato nel 2014 come estratto dall'album Kings of Suburbia.

## Tracce
- Download digitale

1. Love Who Loves You Back – 3:49

## Video
Il videoclip del brano è stato girato a Los Angeles e diretto da Marc Klasfeld.
Il video ritrae la band in un locale, mentre tutti inneggiano in espliciti atti sessuali, in particolar modo il cantante Billy sembra inneggiare alla passione, tanto che pare che tutta la gente penda dalle sue labbra.
Una volta finiti sul tetto la gente sembra arrivata al culmine, ma una volta che Billy, intento a fissare nel vuoto, la gente sembra scomparsa, lasciando il dubbio se ciò che è successo corrisponda alla realtà o sia stata solo un'allucinazione.